# John Clipperton

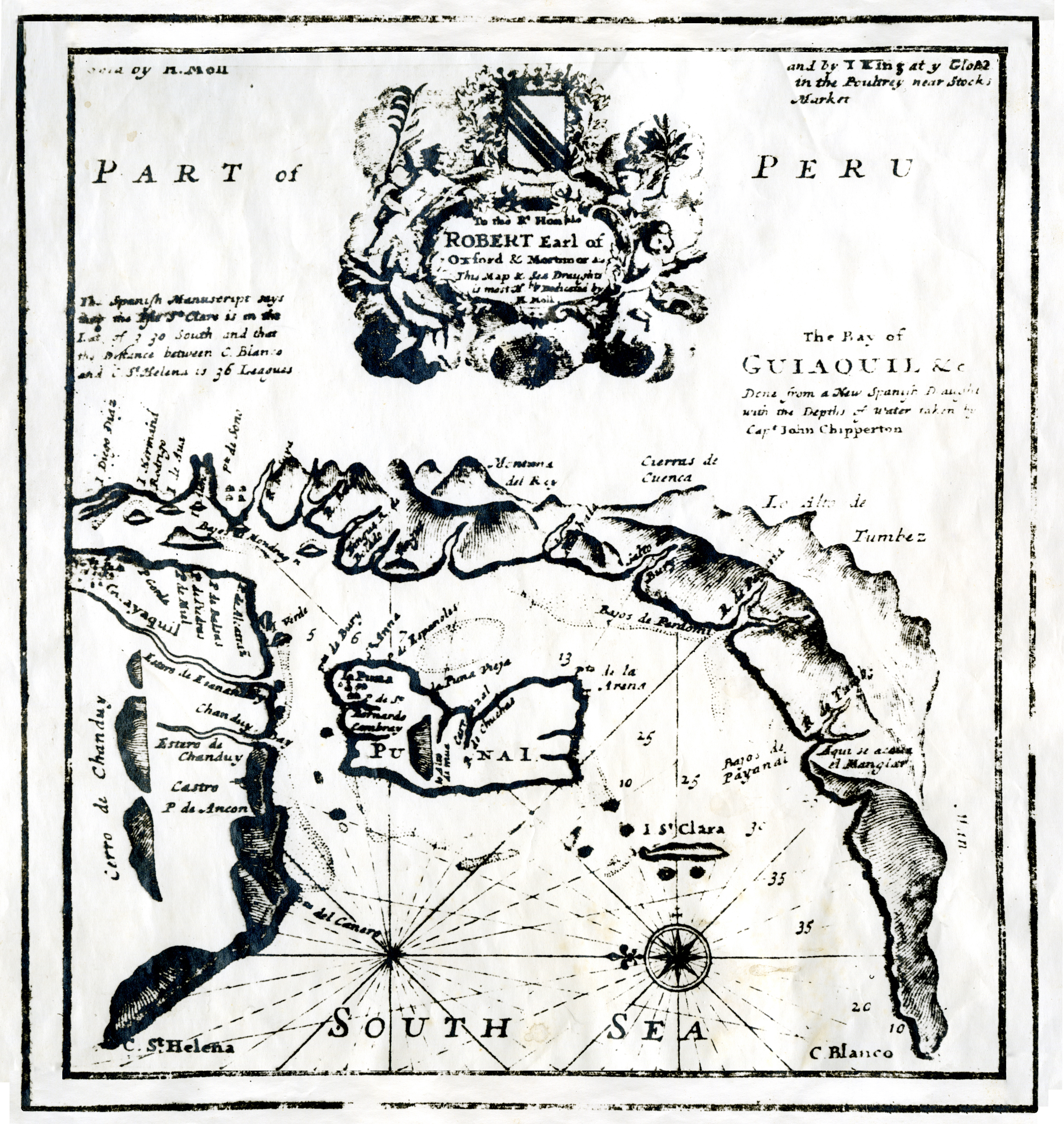
Kaart door John Clipperton

John Clipperton (Great Yarmouth, eind 17e eeuw – Galway, 1722) was een Engelse boekanier of piraat uit de 18e eeuw.

## Leven
Het exacte geboortejaar van John Clipperton is niet bekend maar hij werd geboren in het Engelse Great Yarmouth. Al van jongs af aan werkte hij in de scheepvaart en zeilde hij zelfs mee tot aan het Amerikaanse continent. Na verloop van tijd leerde hij het stuurmansvak.
In 1704 ging hij mee op een kapersexpeditie van kapitein William Dampier. Hij kreeg het bevel over een van de gekaapte schepen maar leidde vervolgens een muiterij tegen Dampier. Na gevangengenomen te zijn door de Spanjaarden ging hij verder als kaperskapitein. Hij gebruikte het naar hem vernoemde eiland (Clipperton) een tijd lang als uitvalsbasis.
In 1719 ging hij weer op pad met een vloot. Hij zeilde hierbij de wereld rond om uiteindelijk in 1722 aan te komen in Galway. Een week later overleed hij.